# M/F Margrete Læsø
M/F Margrete Læsø (også kendt som Læsøfærgen) er en dansk færge, med hjemsted i Vesterø. Den sejler mellem Frederikshavn og Læsø med en overfartstid på ca. 90 minutter. Færgen kan rumme op til 76 personbiler og 589 passagerer. 
Færgen blev indsat på ruten i 1997, hvor den erstattede færgen M/F Ane Læsø. Færgen blev i det første år ejet af Andelsfærgeselskabet Læsø, men dette kom i 1998 i økonomiske vanskeligheder, og måtte sælge færgen. Margrete Læsø ejes i dag af Læsø Kommune.